# コマンドリー
コマンドリー （フランス語:Commanderie）は、キリスト教騎士修道会が所有した地所のこと。
コマンドリーは12世紀に生まれ、騎士修道会の存続とともに長く存在した。騎士団の司令官の責任のもとで、修道士たち、騎士たち、そして彼らに関係する者たちが暮らし、訓練するコミュニティの場だった。コマンドリーは、メゾン（maison、ドムスdomusとも）と呼ばれる農場が複数建てられた、土地面積の心臓部にあたった。主として農村部や収入のあがる土地にコマンドリーはあったが、騎士団が商業の専売権や特権を得たり、巡礼者の輸送を担当すれば、コマンドリーは都市、さらには港にもつくられることになった。彼らが戦いのため聖地にいる間、コマンドリーは要塞、または城壁に取り囲まれた農村であった。アラン・ドゥミュルジェ（fr）の分析によれば、土地からあがる収入で、聖地での戦いの費用を捻出することができた。

## 語源

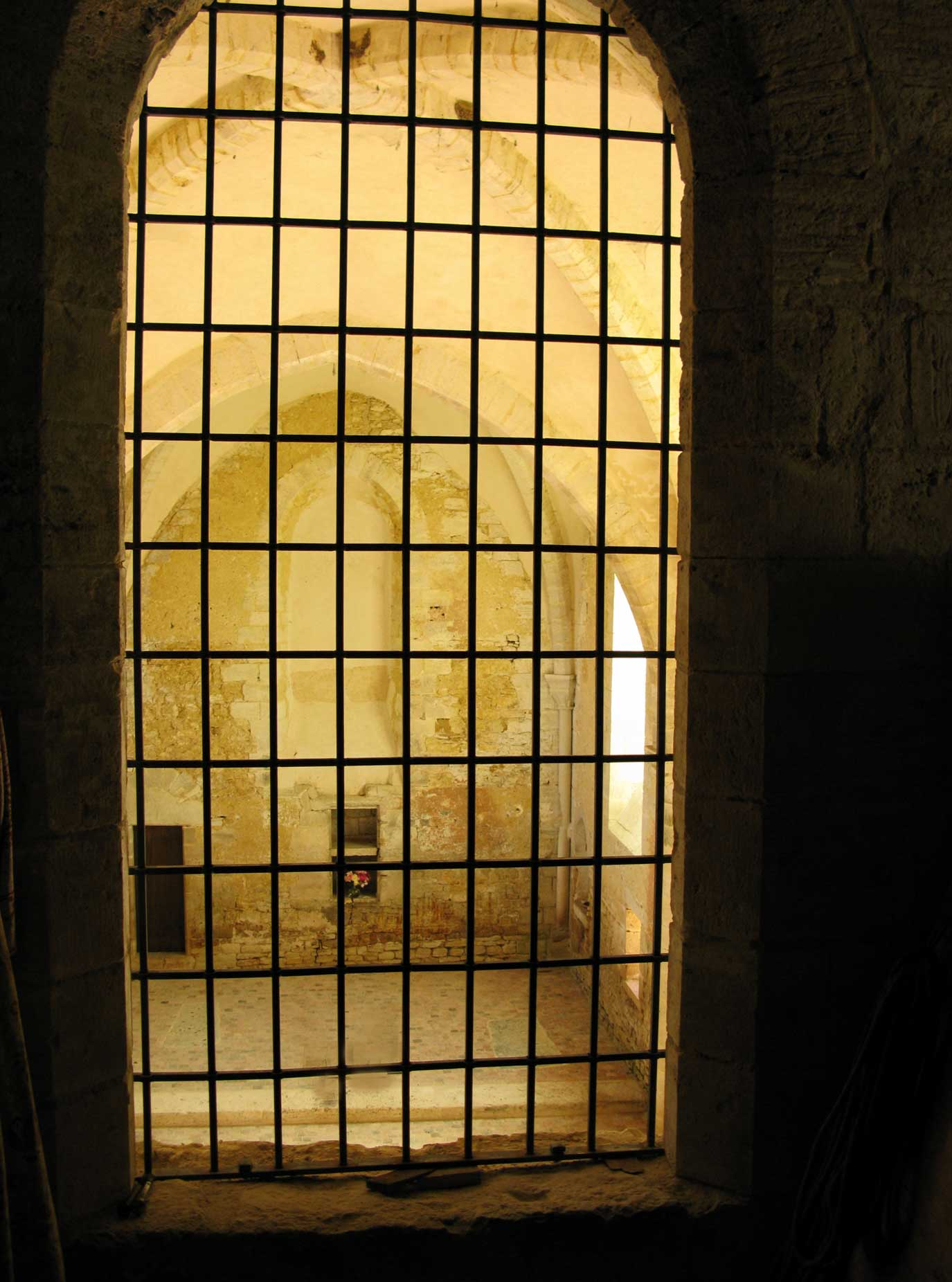
ウール県、シャニュに残るテンプル騎士団のコマンドリー、ノートルダム礼拝堂

フランス語のcommanderieは、中世ラテン語のcommendaria（信託または担当）に由来し、ラテン語ではcommendæとも呼ばれた。フランス語でのコマンドリーは、騎士修道会の領土組織の基盤を表す名称である。コマンドリーという言葉は、1267年以降に聖ヨハネ騎士団が改革されてから使われ始めた。歴史家たちは、プレセプトリー（préceptorie）よりむしろ、騎士修道会に属した全ての機関を総称する言葉としてコマンドリーを用いる。コマンドリーとプレセプトリー、この2つの名称の間に違いはない。
プレセプトリーはラテン語のPraeceptoriaが誤ってフランス語化したものである。プレセプトゥール（Précepteur）またはpraeceptorと呼ばれた者たちは、騎士団の中から選ばれた、一つの農場における指揮官のことである。

## 起源
コマンドリーの起源は、1099年にゴドフロワ・ド・ブイヨンが所属する騎士たちの軍功の謝礼として、聖ヨハネ騎士団に対して行った寄進で見ることができる。ゴドフロワは、パレスチナのヘッシリアにいた、騎士団創始者ジェラール（fr）の『黒衣の修道士たち』に、ブラバントのモンボーンにある自身の封土を、2箇所の共用のかまど付で提供したのである。騎士修道会への寄進というこの慣習で、病院などで重要な慈善事業を行っていた聖ヨハネ騎士団やテンプル騎士団（公文書においてはプレセプトリーとコマンドリーがpreceptorum domorum milicie Templi、そしてdomus Templiと記された）、そしてドイツ騎士団といった、ヨーロッパにおける真の軍事力の出現を伴った大国、騎士修道会の発展が可能になった。

## 役割
コマンドリーという言葉は施設を意味するのみならず、むしろ、本部といくつかの住宅と土地で構成される騎士団の領地を分割した単位を指していた。『収入のあがる土地』は、騎士団の病院での医療活動や軍隊の編成の収入源だった。聖地で騎士団がキリスト教巡礼者たちを警護して得た『戦闘の土地』とは対照的である。これらは広大な農場で、一部は要塞化され、内側には礼拝堂と住民が生活に必要な施設（住居、食堂、厩舎、教会参事会室）が含まれていた。ドミ（domi、一般的にはコマンドリー内に1箇所から3箇所あったが、10箇所に達することもあった。）はシトー会が運営した修道院荘園（fr）とは異なり、永久的に定住する住民がない、単一の農場で構成される。

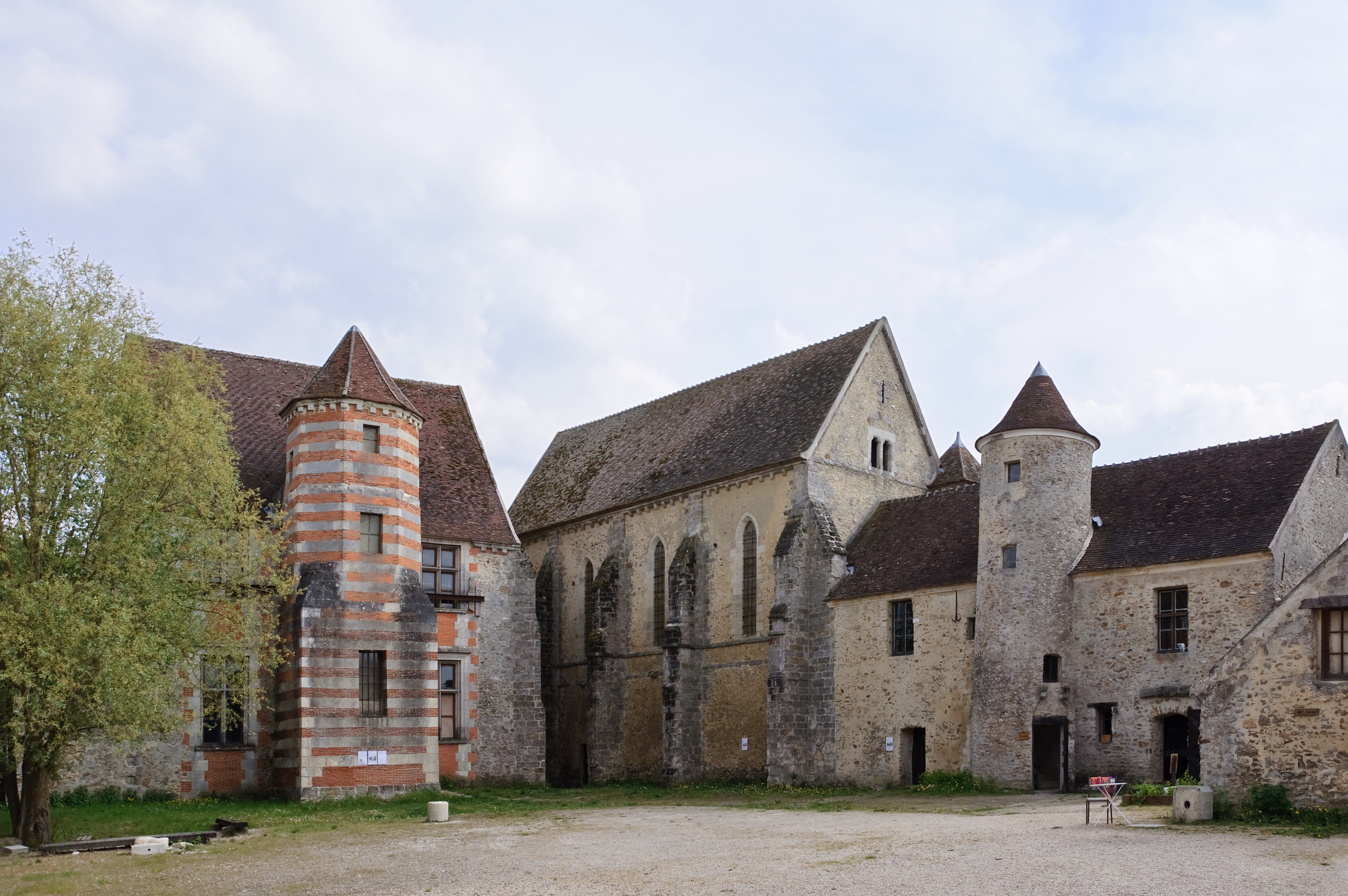
イル・ド・フランス、クロミエのコマンドリー
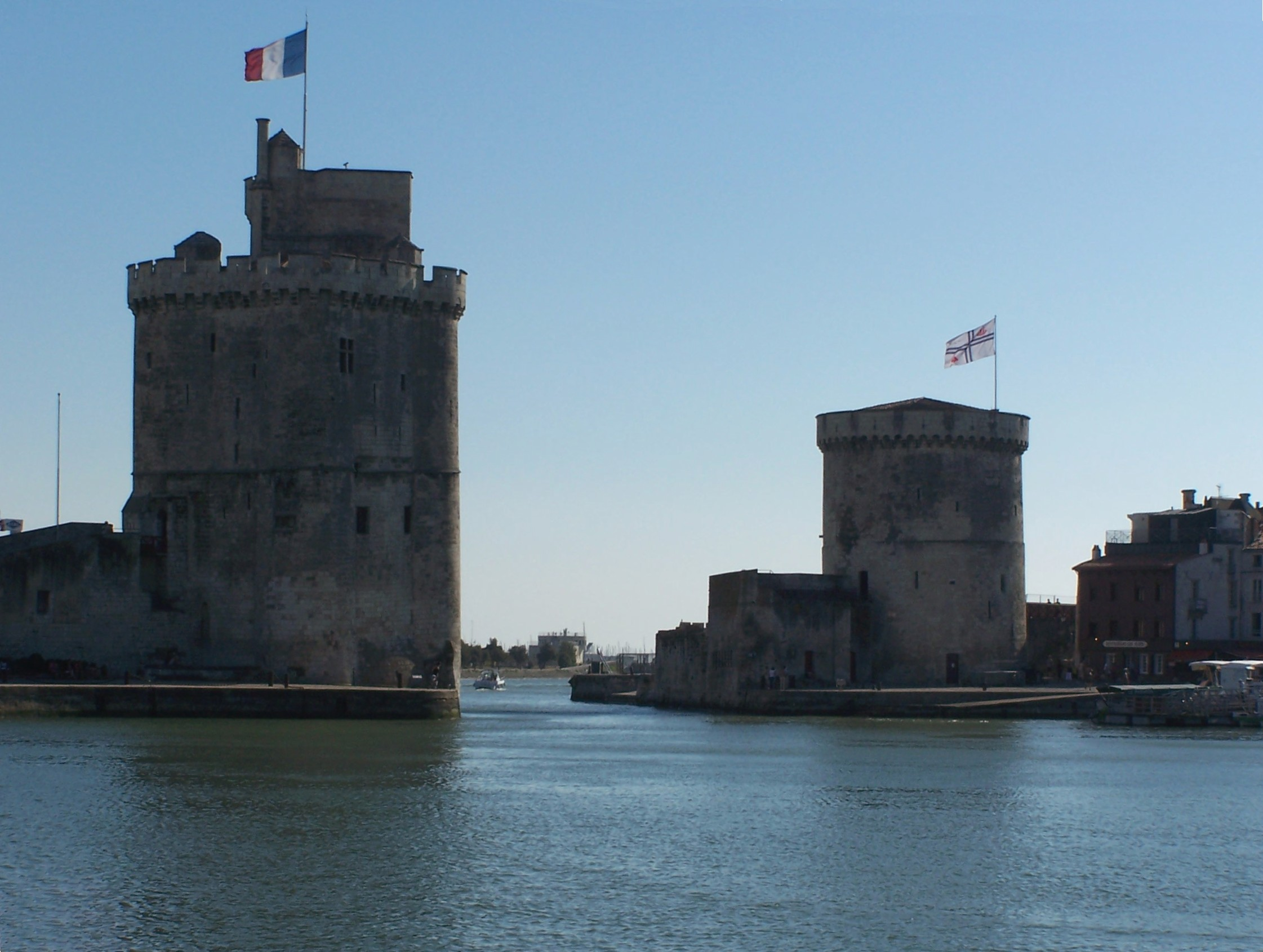
ラ・ロシェル旧港にたつ塔。かつてテンプル騎士団のコマンドリーであった名残である
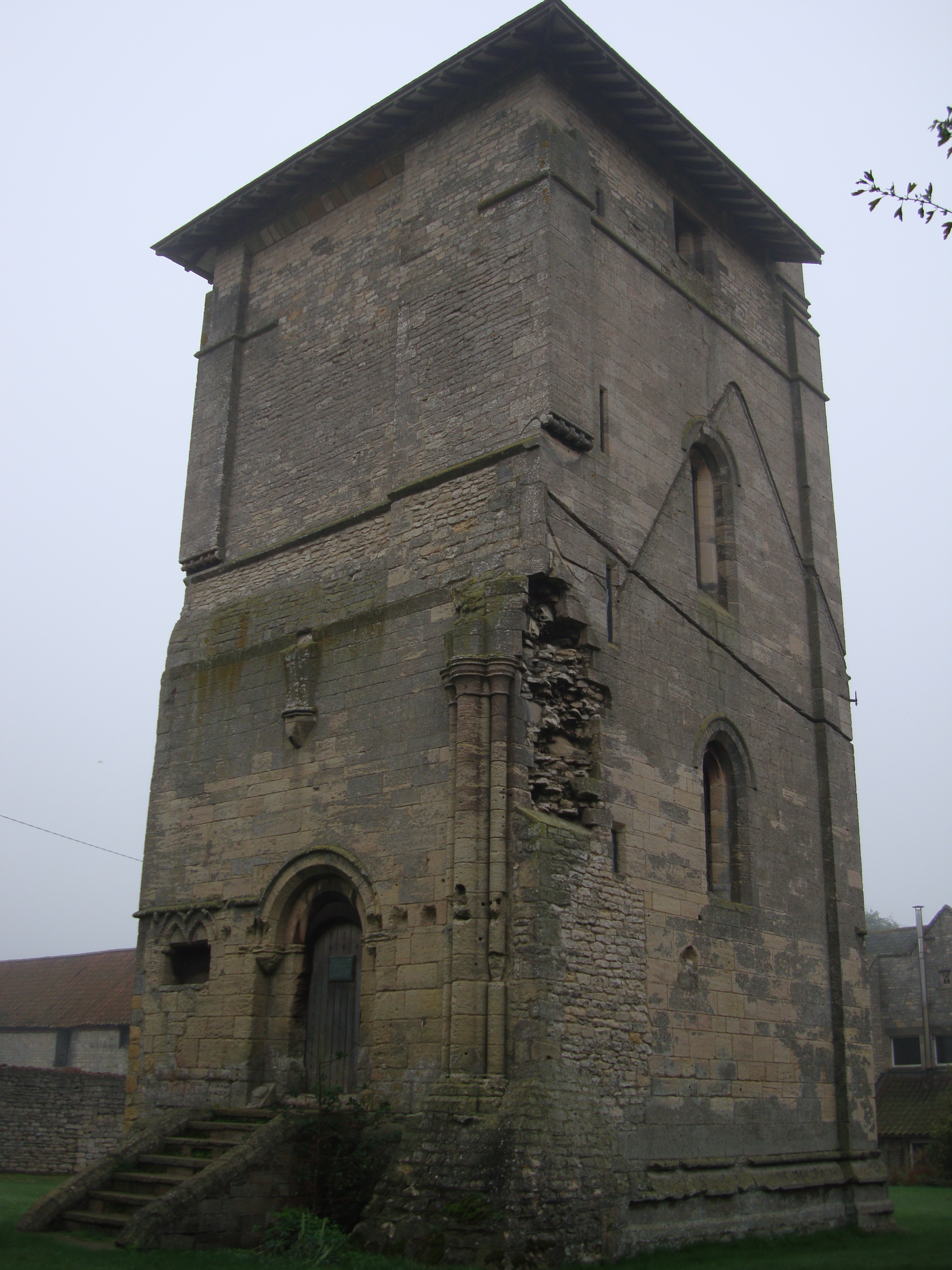
イギリス、リンカーンシャーに残るテンプル・ブルアー
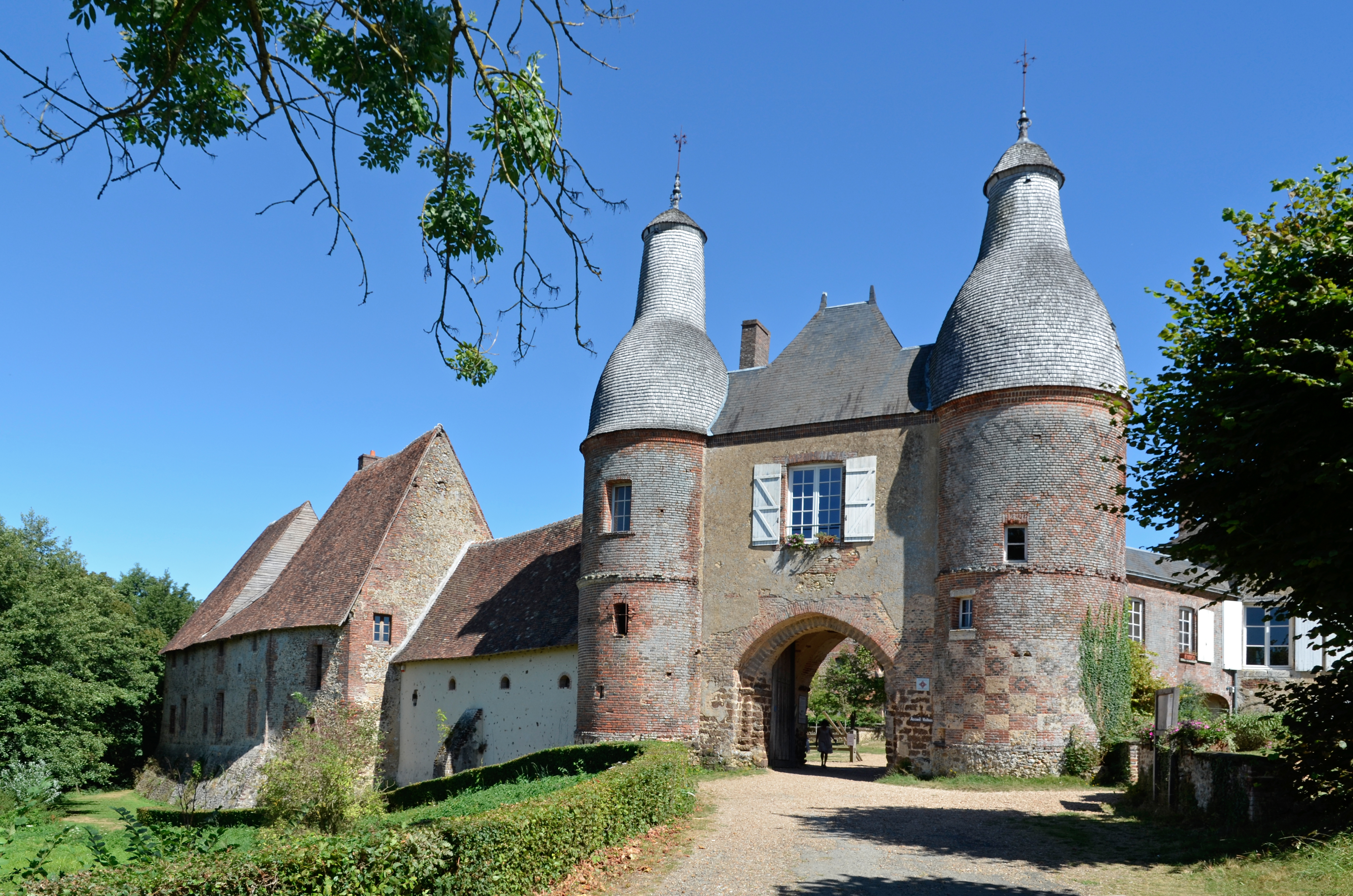
ロワール＝エ＝シェール県、アルヴィルのコマンドリー
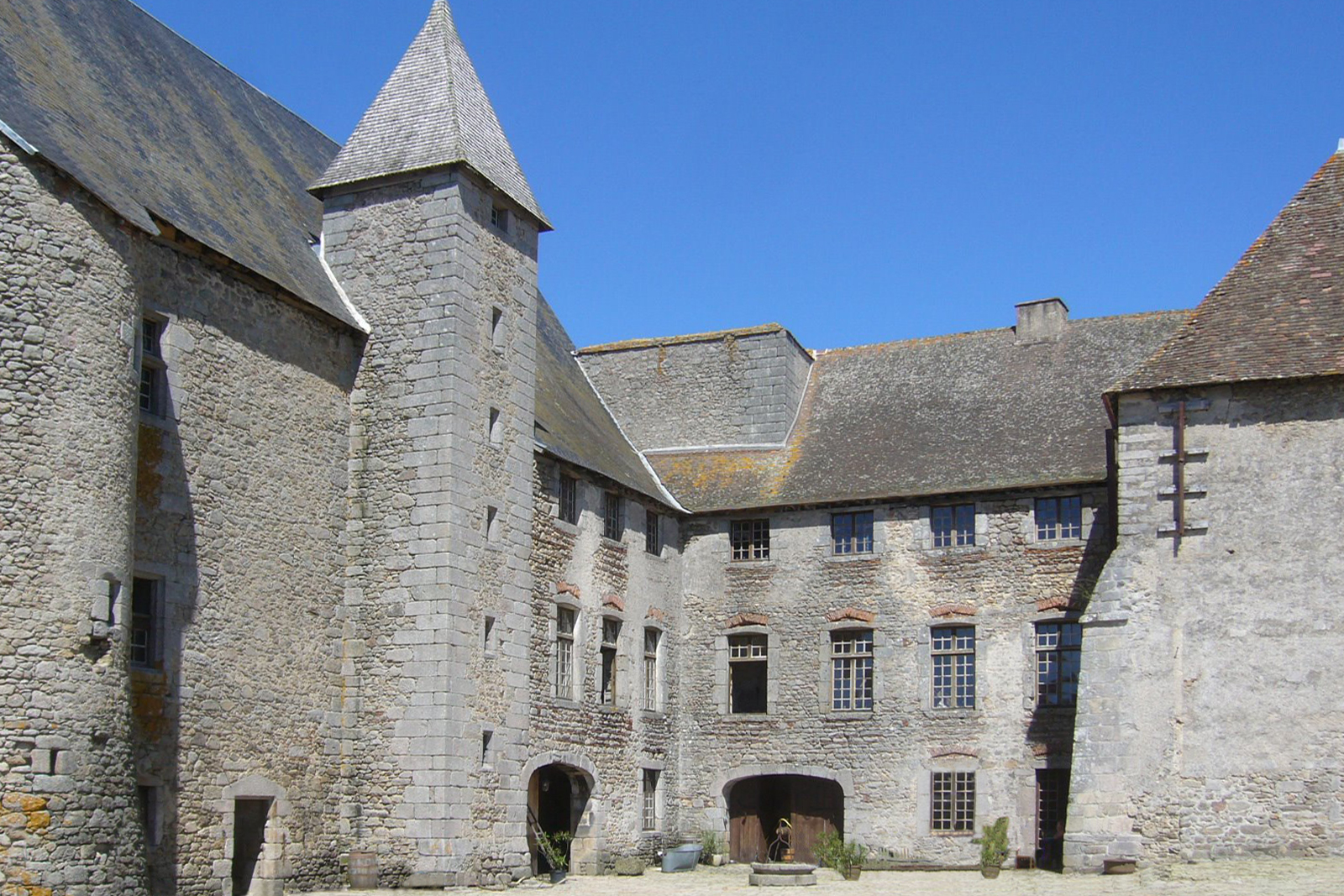
ラヴォーフランシュにある聖ヨハネ騎士団のコマンドリー

十分の一税やその他の税金の恩恵により、コマンドリーは騎士修道会の収入源となっていた。また、彼らは寄進も受け取ることができた。コマンドリーでは食料生産が確保されていたうえ、聖地遠征に不可欠のウマの繁殖も行われていた。西洋では、見本市や定期市でコマンドリーで生産された農産物の余剰品が販売されたため、コマンドリーは食料市場での重要な役割を担っていた。コマンドリーは、湿地帯の干拓事業、漁業促進のための池の掘削といった、一帯の成長促進も担った。各コマンドリーごとにいずれかの生産に特化されていた。農民世帯、農奴または解放農奴、騎士団の会計に従事する者、そして大勢の職人たちがコマンドリーで雇用されていた。

## 病院としての役割
騎士修道会の一部は医療も行う病院修道会だったり、医療のみを行う病院修道会（ordres hospitaliers）であったりした。巡礼路に修道会が運営する半ば宿屋のような病院がおかれ、巡礼者たちはそこで歓待され疲れを癒すことができた。この場合、コマンドリーはエルサレムへの巡礼路上か、サンティアゴ・デ・コンポステーラの巡礼路上におかれていた。